# Evangelische Kirche (Löhnberg)

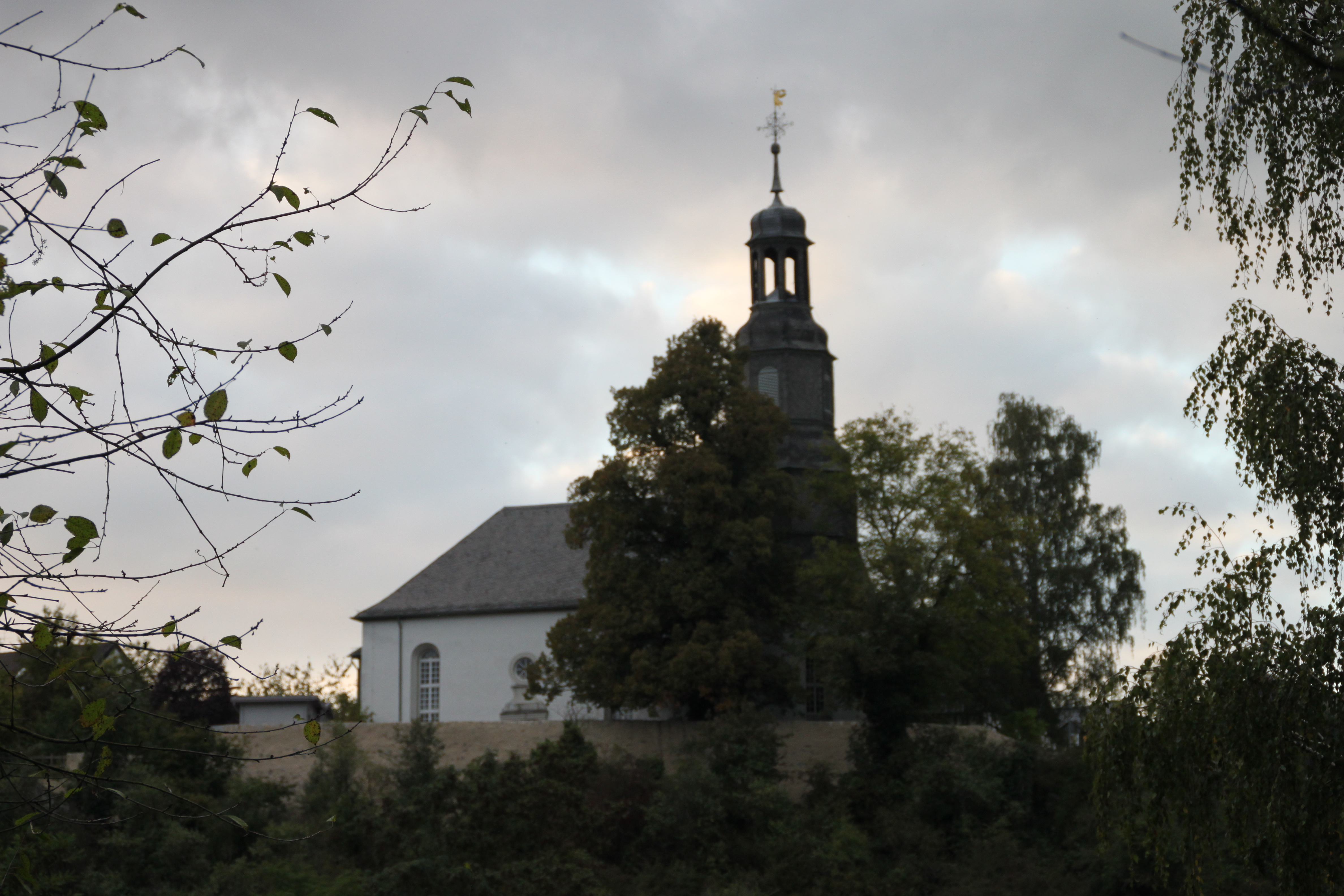
Evangelische Kirche (Löhnberg)

Die evangelische Kirche Löhnberg ist ein denkmalgeschütztes Kirchengebäude, das in der Gemeinde Löhnberg im Landkreis Limburg-Weilburg (Hessen) steht. Die Kirchengemeinde gehört zum Dekanat an der Lahn in der Propstei Nord-Nassau der Evangelischen Kirche in Hessen und Nassau.

## Beschreibung
Von der ehemaligen Hof- und Schlosskapelle der Laneburg aus dem 14. Jahrhundert enthält der jetzige Bau noch den quadratischen, dreiseitig geschlossenen Chor. Im Jahr 1738 wurden ein Kirchenschiff und ein achteckiger Chorturm mit einer Haube über dem Chor neu errichtet. Das Portal an der Südseite wirkt klassizistisch. Über ihm befindet sich ein Ochsenauge. 
Der Innenraum ist mit einer Flachdecke überspannt. Die Deckenmalerei mit der Darstellung der Apotheose der Trinität wird Lazaro Maria Sanguinetti zugeschrieben. Die Malereien an den Brüstungen der Emporen stammen von Georg Friedrich Christian Seekatz. Der Schalldeckel des Kanzelaltars ist mit geschnitzten Ornamenten verziert. Die Orgel mit neun Registern, einem Manual und einem Pedal wurde 1998 von der Orgelbau Hardt unter Verwendung von Teilen des von Daniel Raßmann gebauten Vorgängers gebaut.